# ألكسيس
ألكسيس (بالألمانية: Alexis)‏ هي مغنية ألمانية، ولدت في 2 ديسمبر 1960 في هامبورغ في ألمانيا.

## وصلات خارجية
- ألكسيس على موقع ميوزك برينز (الإنجليزية)
- ألكسيس على موقع ديسكوغز (الإنجليزية)